# Marcilly-sur-Vienne

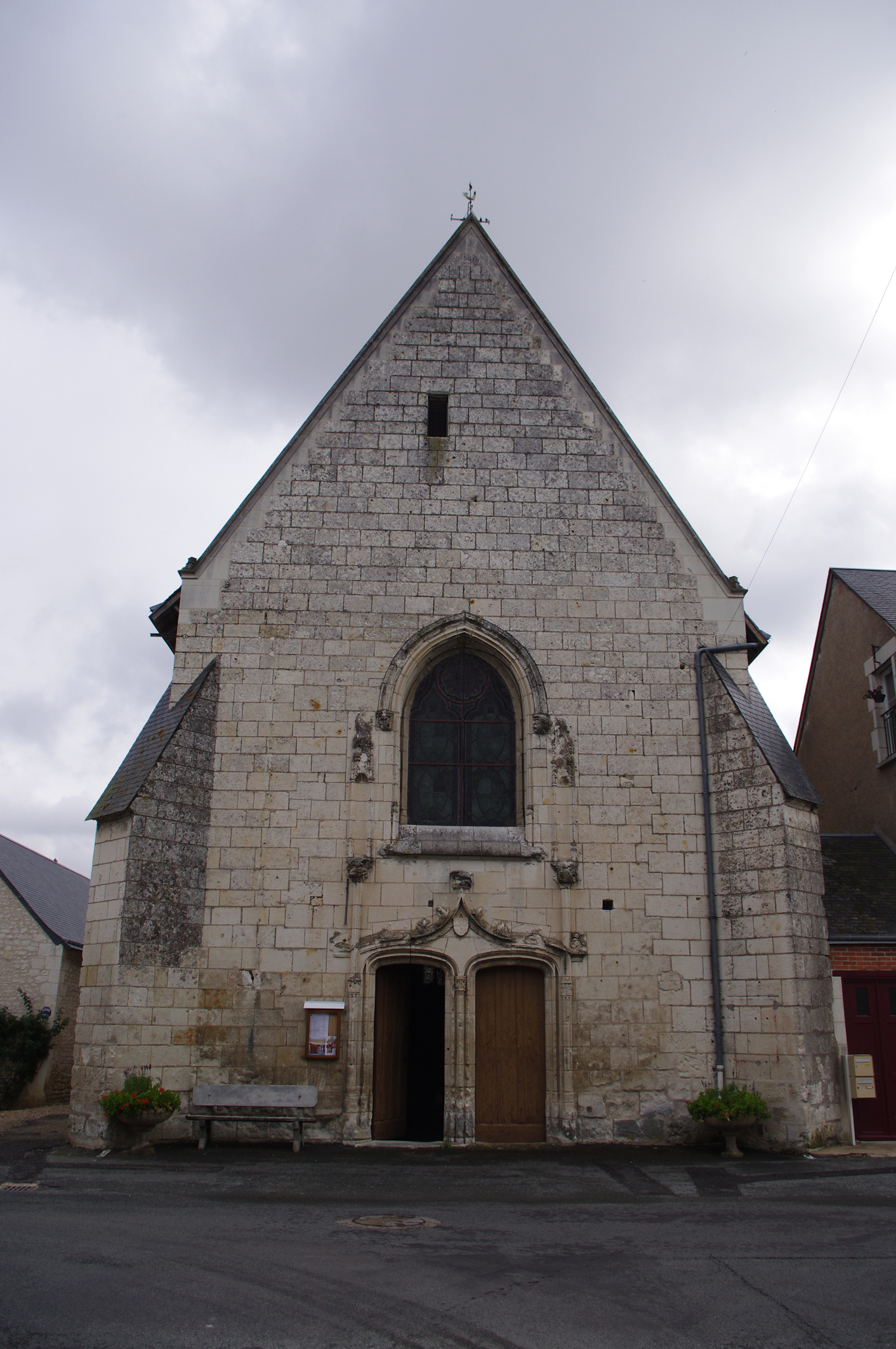
Kerk

Marcilly-sur-Vienne is een gemeente in het Franse departement Indre-et-Loire (regio Centre-Val de Loire) en telt 509 inwoners (1999). De plaats maakt deel uit van het arrondissement Chinon.

## Geografie
De oppervlakte van Marcilly-sur-Vienne bedraagt 11,0 km², de bevolkingsdichtheid is 46,3 inwoners per km².
De onderstaande kaart toont de ligging van Marcilly-sur-Vienne met de belangrijkste infrastructuur en aangrenzende gemeenten.

## Demografie
Onderstaande figuur toont het verloop van het inwonertal (bron: INSEE-tellingen).